# Jacques Zoua
Jacques Zoua Daogari (Garoua, 6 de setembro de 1991) é um futebolista profissional camaronês que atua como atacante. Atualmente, defende o Kaiserslautern, da Alemanha.

## Carreira
Zoua representou o elenco da Seleção Camaronesa de Futebol no Campeonato Africano das Nações de 2017.

## Títulos
Seleção Camaronesa
- Campeonato Africano das Nações: 2017